# Wonder Park
Wonder Park è un film d'animazione del 2019, diretto da Dylan Brown.

## Trama
La giovane Cameron Bailey da tutti soprannominata June, è una ragazza di 12 anni caratterizzata da una grande immaginazione; si sente tuttavia sconfortata dopo che la madre si ammala ed è di conseguenza costretta ad allontanarsi per ricevere le cure necessarie. In seguito la giovane scopre in un bosco un parco dotato di moltissime attrazioni Wonder Park, che tuttavia si trova in uno stato di decadenza ed è sempre più avvolto dall'oscurità. June stringe amicizia con vari animali parlanti che vivono in quel luogo, elaborando un piano per salvarli...

## Distribuzione
Negli Stati Uniti, la pellicola è stata distribuita dalla Paramount Pictures, a partire dal 15 marzo 2019; in Italia, la pellicola è stata distribuita dall'11 aprile dello stesso anno dalla 20th Century Fox.